# Simulium malaibaense
Simulium malaibaense är en tvåvingeart som beskrevs av Takaoka och Tenedero 2007. Simulium malaibaense ingår i släktet Simulium och familjen knott.
Artens utbredningsområde är Filippinerna. Inga underarter finns listade i Catalogue of Life.